# Trzeci rząd Konrada Adenauera
Trzeci rząd Konrada Adenauera -29 października 1957 do 14 listopada 1961
| Funkcja                                                                   | Imię i nazwisko                                                                         | Partia |
| ------------------------------------------------------------------------- | --------------------------------------------------------------------------------------- | ------ |
| Bundeskanzler – Kanclerz Federalny                                        | Konrad Adenauer                                                                         | CDU    |
| Stellvertreter des Bundeskanzlers – Wicekanclerz Federalny                | Ludwig Erhard                                                                           | CDU    |
| Minister spraw zagranicznych                                              | Heinrich von Brentano di Tremezzo (do 30 października 1961)                             | CDU    |
| Minister spraw wewnętrznych                                               | Gerhard Schröder (polityk CDU)                                                          | CDU    |
| Minister sprawiedliwości                                                  | Fritz Schäffer                                                                          | CSU    |
| Minister finansów                                                         | Franz Etzel                                                                             | CDU    |
| Minister gospodarki i technologii                                         | Ludwig Erhard                                                                           | CDU    |
| Minister rolnictwa, polityki żywnościowej i ochrony konsumentów           | Heinrich Lübke (do 15 września 1959) Werner Schwarz (polityk CDU) (od 30 września 1959) | CDU    |
| Minister do spraw wewnątrzniemieckich                                     | Ernst Lemmer                                                                            | CDU    |
| Minister pracy i polityki społecznej                                      | Theodor Blank                                                                           | CDU    |
| Minister obrony                                                           | Franz Josef Strauß                                                                      | CSU    |
| Minister transportu i budownictwa                                         | Hans-Christoph Seebohm                                                                  | CDU    |
| Minister poczty i telekomunikacji                                         | Richard Stücklen                                                                        | CSU    |
| Minister ds. wypędzonych, uciekinierów i poszkodowanych przez wojnę       | Theodor Oberländer (do 4 maja 1960) Hans-Joachim von Merkatz (od 27 października 1960)  | CDU    |
| Minister spraw federalnych i stanowych                                    | Hans-Joachim von Merkatz                                                                | CDU    |
| Minister ds. zagospodarowania przestrzennego, budownictwa i rozwoju miast | Paul Lücke                                                                              | CDU    |
| Minister ds. badań naukowych                                              | Siegfried Balke                                                                         | CSU    |
| Minister do spraw młodzieży i rodzin                                      | Franz-Josef Wuermeling                                                                  | CDU    |
| Minister skarbu                                                           | Hermann Lindrath (do 27 lutego 1960) Hans Wilhelmi (od 12 kwietnia 1960)                | CDU    |